# Kontrakcija mišića
Kontrakcija mišića je aktivacija mesta kojima se generiše naprezanje unutar mišićnih vlakana. U fiziologiji, mišićna kontrakcija ne mora neophodno da označava skraćivanje mišića, pošto se mišićne tenzije mogu proizvesti bez promena dužine mišića, kao što je držanje teške knjige ili tegova u fiksnoj poziciji. Terminaciji mišićne kontrakcije sledi mišićna relaksacija, koja je vraćanje mišićnih vlakana u njihovo stanje niske tenzije.
Kontrakcije mišića se mogu opisati na bazi dve promenljive: dužine i napetosti. Mišićna kontrakcija se opisuje kao izometrijska, ako se mišićna napetost menja, a mišićna dužina ostaje ista. U kontrasu s tim, mišićna kontrakcija je izotonijska ako se dužina mišića menja, a mišićna napetost ostaje ista. Ako se mišićna dužina smanjuje, kontrakcija je koncentrična; dok ako se mišićna dužina povećava, kontrakcija je ekcentrična. Pri prirodnim pokretima koji su u osnovi lokomotorne aktivnosti, mišićne kontrakcije su višeznačne, pošto one mogu da proizvedu promene u dužini i napetosti u maniru koji varira tokom vremena. Stoga, niti dužina, niti napetost ostaju isti u mišićima koji su kontrahuju tokom lokomotorne aktivnosti.
Kod kičmenjaka, kontrakcije skeletalnih mišića su neurogenične, jer je neophodan sinaptički input iz motornih neurona da bi se proizvele mišićne kontrakcije. Pojedinačni motorni neuron ima sposobnost inervacije višestrukih mišićnih vlakana, što uzrokuje da se vlakna kontrahuju u isto vreme. Jednom inervirani, proteinski filamenti unutar svakog skeletalnog mišićnog vlakna klize jedan pored drugog kako bi došlo do kontrakcije, što je objašnjeno putem teorije kliznih filamenata. Proizvedene kontrakcije se mogu opisati kao trzaj, sabiranje, ili tetanus, u zavisnosti od frekvencije akcionih potencijala. U skeletalnim mišićima, napetost mišića je najveća kad je mišić istegnut do intermedijerne dužine kao što je opisano relacijom dužine i napetosti.
Za razliku od skeletalnih mišića, kontrakcije glatkih i srčanih mišića su miogene (što znači da njih iniciraju same ćelije glatkih ili srčanih mišića, umesto da su stimulisane spoljašnjim signalom, kao što je nervna stimulacija), mada one mogu da budu modulisane stimulusima iz autonomnog nervnog sistema. Mehanizmi kontrakcija u tim mišićnim tkivima su slični onima u skeletalnim mišićnim tkivima.

## Literatura
- Aidley, David J. (1998). „Mechanics and energetics of muscular contraction”. The Physiology of Excitable Cells (4th изд.). New York, NY: Cambridge University Press. стр. 323–335. ISBN 978-0-521-57421-1.

- Silverthorn, Dee Unglaub (2016). „Muscles”. Human Physiology: An Integrated Approach (7th изд.). San Francisco, CA: Pearson. стр. 377–416. ISBN 978-0-321-98122-6.
- Widmaier, Eric P.; Raff, Hersel; Strang, Kevin T. (2010). „Muscle”. Vander's Human Physiology: The Mechanisms of Body Function (12th изд.). New York, NY: McGraw-Hill. стр. 250—291. ISBN 978-0-321-98122-6.
- Saladin, Kenneth S., Stephen J. Sullivan, and Christina A. Gan. (2015). Anatomy & Physiology: The Unity of Form and Function. 7th ed. New York: McGraw-Hill Education.
- Krans, J. L. (2010) The Sliding Filament Theory of Muscle Contraction. Nature Education 3(9):66

## Spoljašnje veze
- Sliding Filament Model of Muscle Contraction Архивирано на веб-сајту  (30. септембар 2011)
- Animation: Myofilament Contraction Архивирано на веб-сајту  (21. мај 2013)